# 에피스

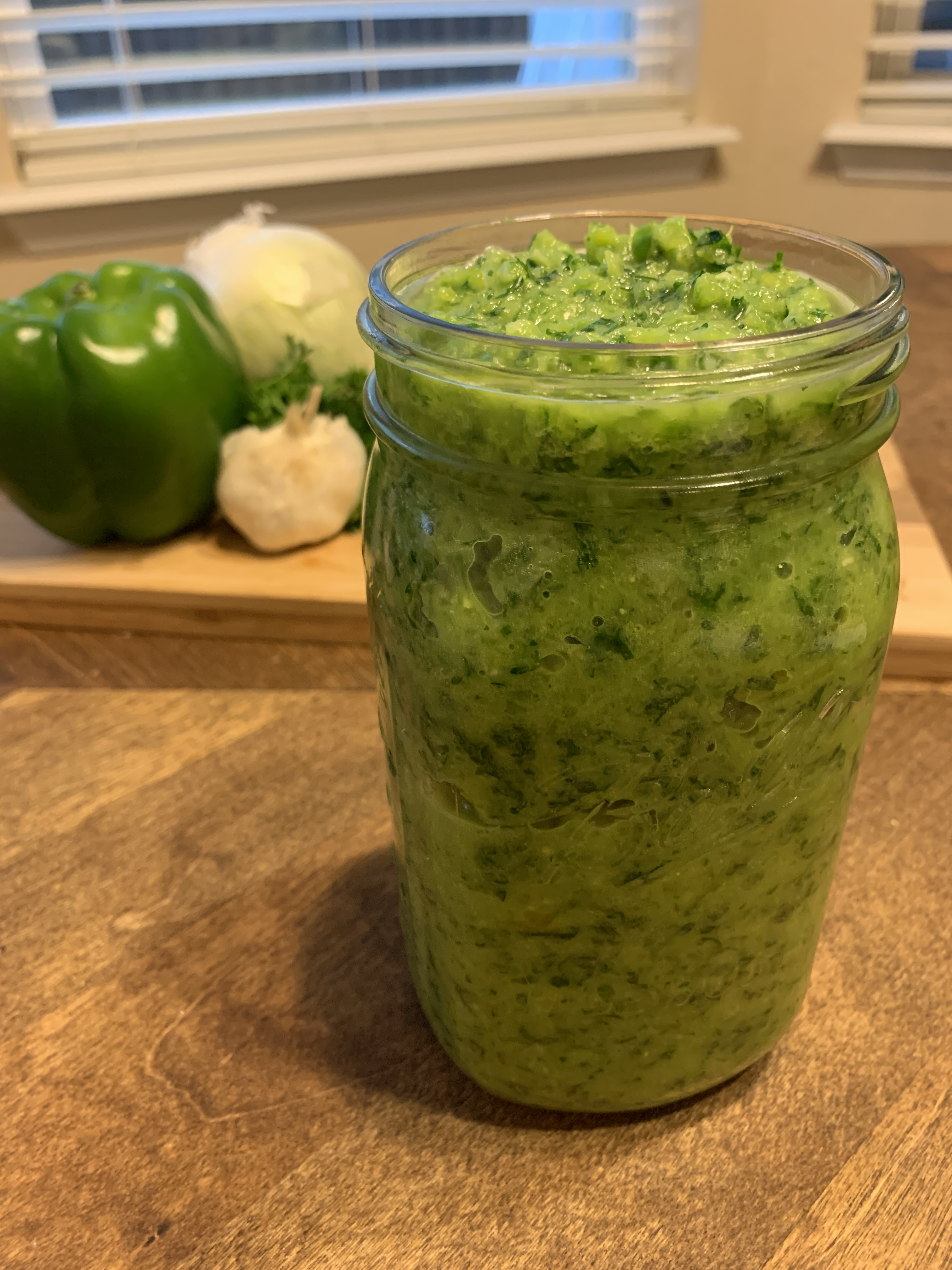

에피스(Epis, 아이티 크리올어: epis; /ˈɛpiːs/)는 아이티 요리에서 많은 음식의 향료 베이스로 사용되는 고추, 마늘 및 허브의 혼합이다. 어떤 사람들은 이 혼합물을 페스토 소스라고 부른다. 에피제, 제피라고도 한다. 아이티 요리에 필수적이다.

## 배경
에피스는 타이노와 아프리카가 그 기원이다. 또한 히스패닉 요리에 사용되는 소프리토와 유사하다. 풍미 기반의 이러한 이용은 카리브해 요리에서 일반적이다.

## 재료
에피스에는 종종 파슬리, 파, 마늘, 감귤 주스 및 스카치 보닛 고추가 포함된다. 전통적으로 아이티 여성들이 요리를 하고 개인적인 에피스 요리법을 가지고 있기 때문에 수많은 에피스 요리법이 존재한다. 또한 지역마다 조리법이 다르다.

## 준비
전통적으로 에피스는 큰 나무 절구와 막자(먼시 필론이라고 함)로 만든다. 오늘날에는 블렌더로 만드는 경우가 많다. 일관성이 원하는 만큼 부드러워질 때까지 재료를 혼합한다.

## 사용
고기 마리네이드로 사용할 수 있다. 생선을 재울 수도 있다. 또한 다양한 아이티 요리의 풍미를 더하기 위해 첨가된다. 여기에는 쌀과 콩, 수프, 스튜가 포함된다. 신선한 허브와 향신료에서 일상 요리에 이르기까지 풍미를 활용하는 편리한 방법이다. 많은 아이티인들은 다양한 요리에 사용할 수 있는 에피스를 손에 들고 있다.

## 보관
에피스는 냉장고에서 최대 3개월까지 보관할 수 있지만, 이 시간은 사용하는 재료에 따라 달라진다. 산도는 재료가 상하지 않도록 도와준다. 에피스는 냉동실에서 무기한 지속되며 냄새를 다른 냉동실 품목으로 옮기지 않는다. 에피스는 각얼음 쟁반에 담아 얼려서 나중에 요리에 사용할 수 있다.

## 같이 보기
- 미르푸아
- 소스 (음식)